# 타이중현

타이중현의 위치

타이중현(중국어: 臺中縣, 병음: Táizhōng Xiàn)은 대만의 중서부에 위치했던 대만의 현이다. 타이중시를 둘러싸고 있었다. 2010년 12월 25일, 타이중시와 병합하여 하나의 시가 되었다. 타이중현에 둘러싸여 있지만, 성할시로서 타이중현과는 별개의 행정 구역이다. 합병 당시 3시 5진 13향을 관할했다.

## 같이 보기
- 타이중시